# Лесной парк Кабутояма

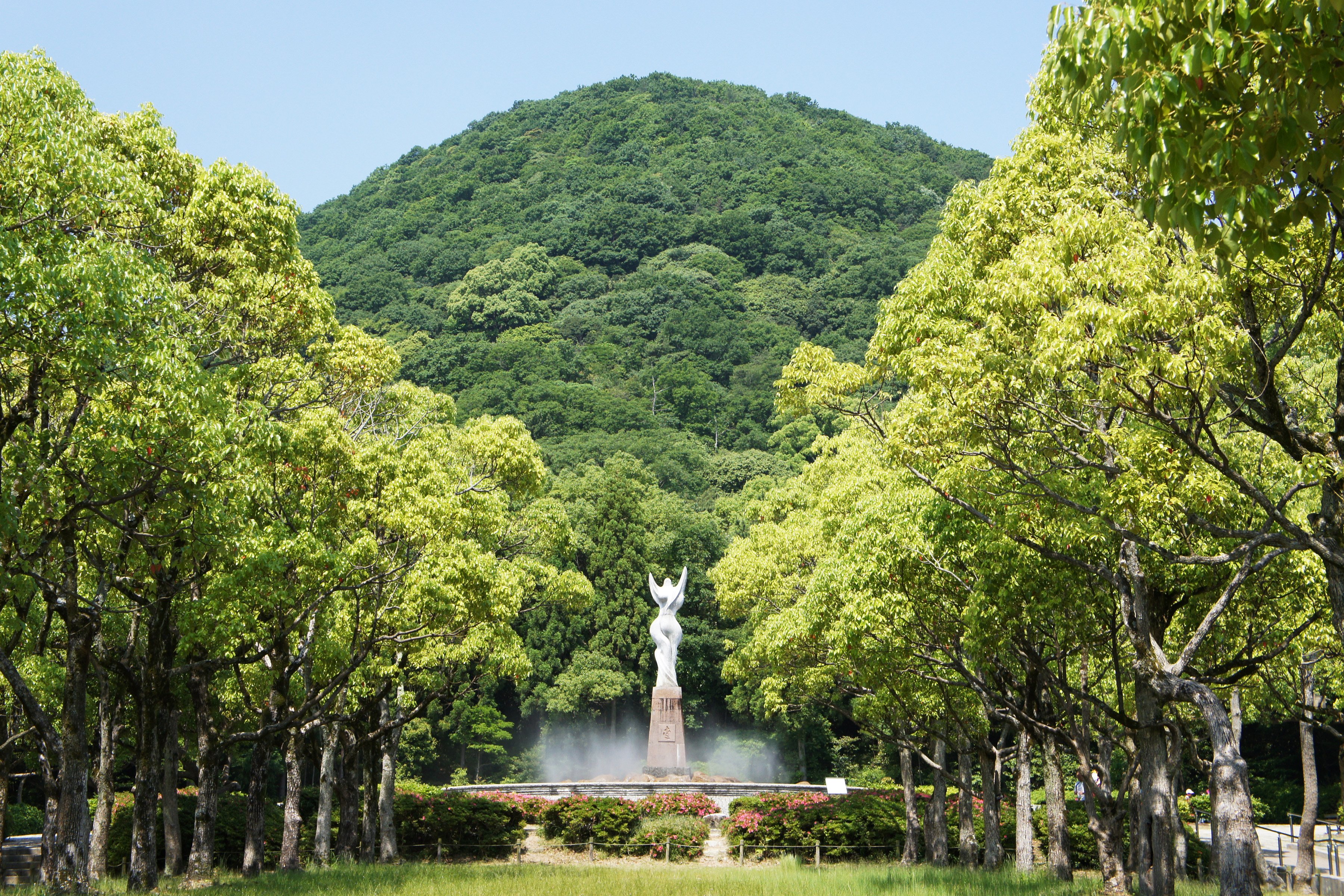
Зона символов

Лесной парк Кабутояма (яп. 兵庫県立甲山森林公園) — префектуральный парк в Японии в городе Нисиномия префектуры Хиого. Располагается у подножия горы Кабуто на востоке горного хребта Роккё. Площадь парка составляет 83 га, порядка 90 процентов его территории занято лесом. Основан 10 ноября 1970 г.

## Галерея

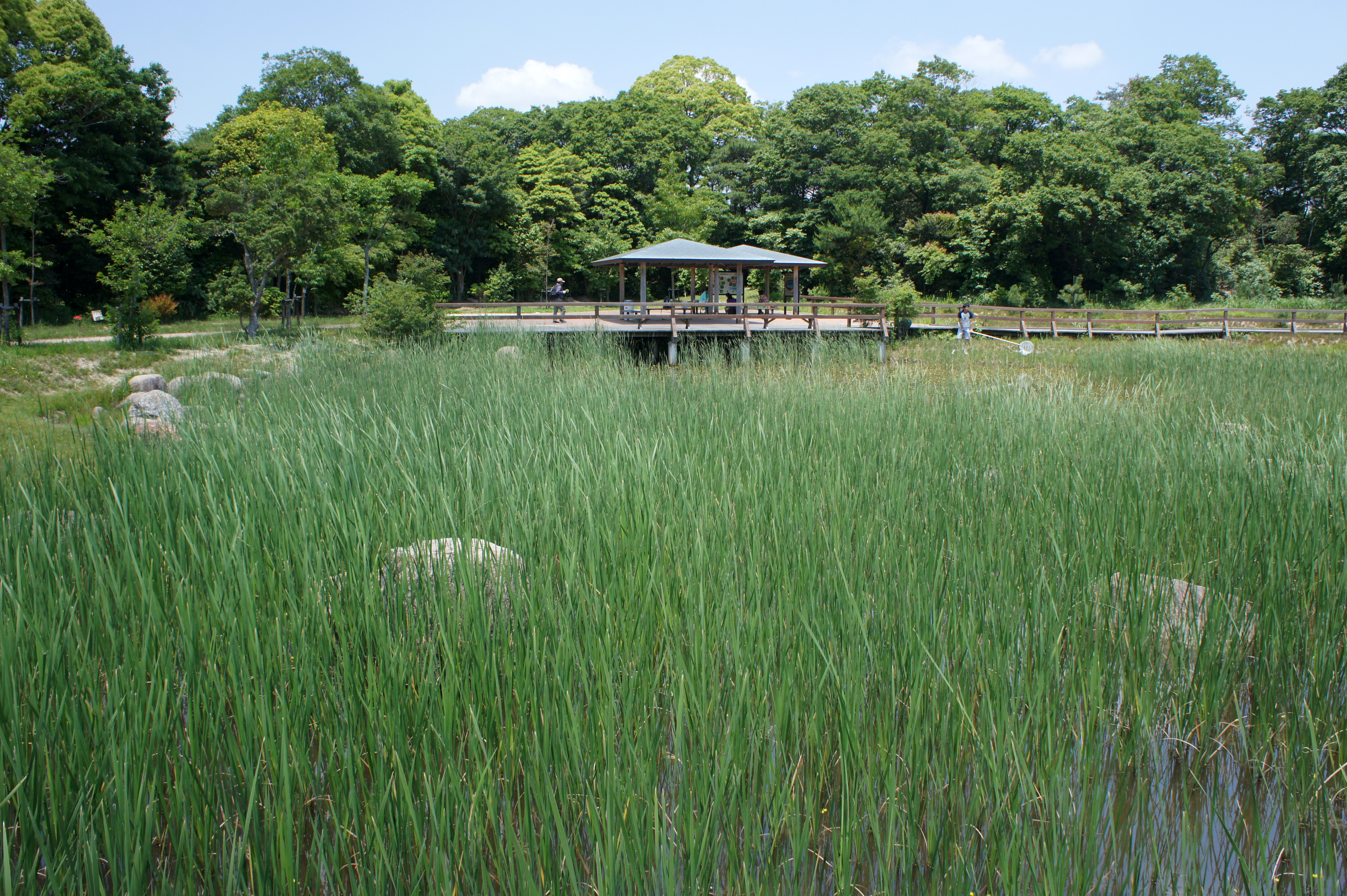
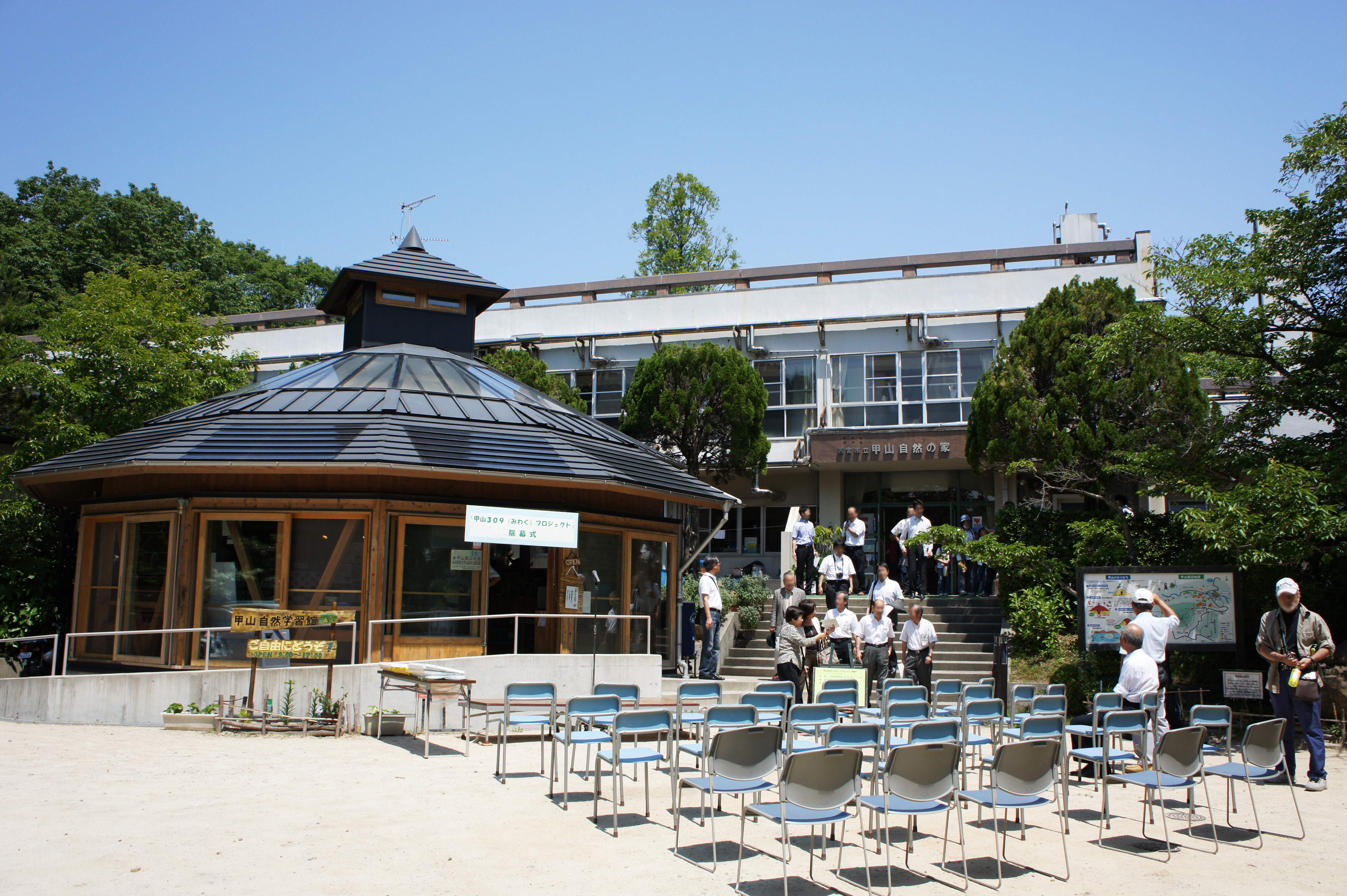
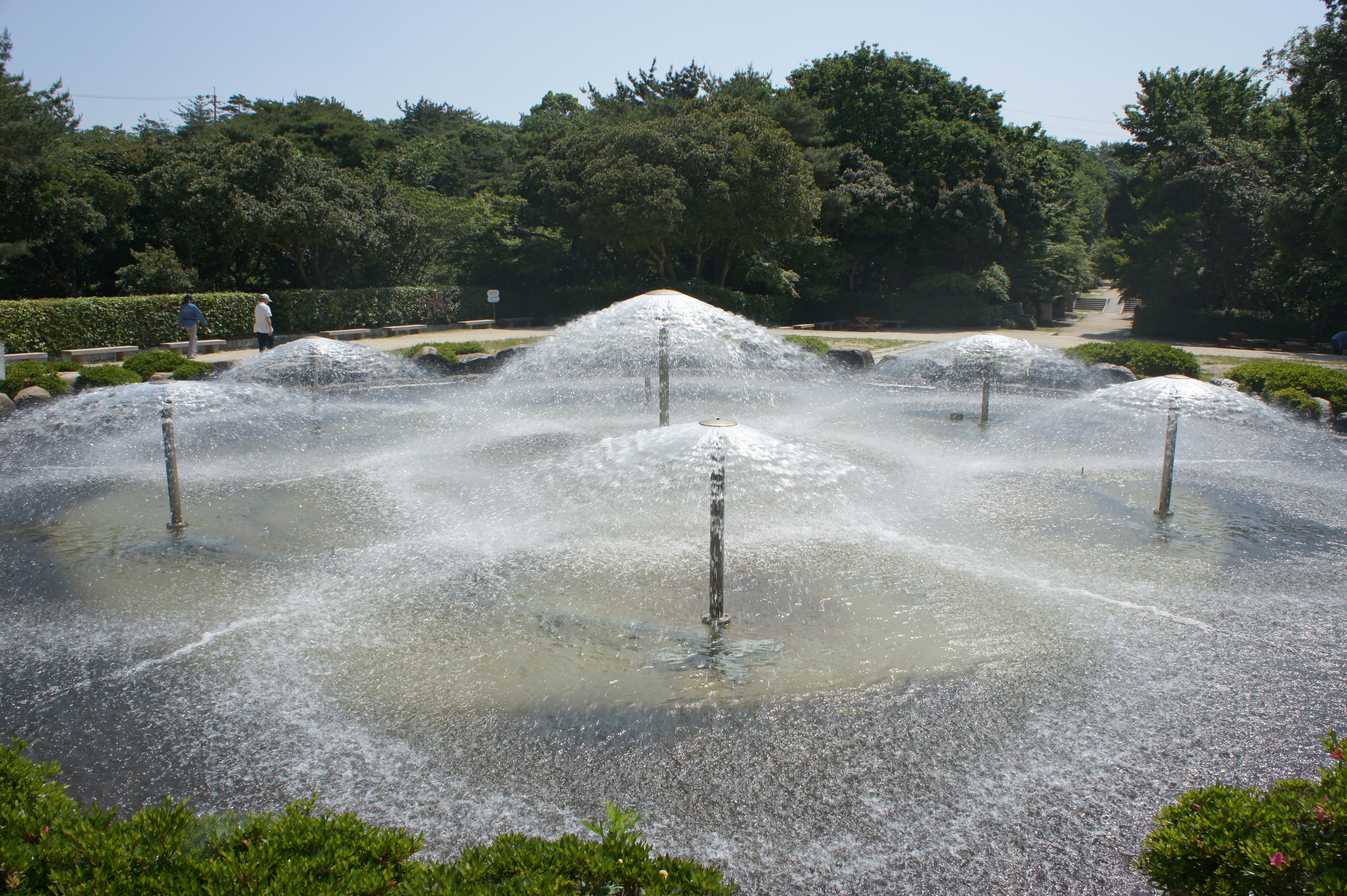